# Rautojaureh (Karesuando socken, Lappland)
Rautojaureh är en sjö i Kiruna kommun i Lappland och ingår i Torneälvens huvudavrinningsområde. Sjön har en area på 0,534 kvadratkilometer och ligger 740 meter över havet.

## Delavrinningsområde
Rautojaureh ingår i det delavrinningsområde (764245-169715) som SMHI kallar för Utloppet av Rautojaureh. Medelhöjden är 769 meter över havet och ytan är 6,91 kvadratkilometer. Räknas de 2 avrinningsområdena uppströms in blir den ackumulerade arean 15,8 kvadratkilometer. Rautojåkkå som avvattnar avrinningsområdet har biflödesordning 4, vilket innebär att vattnet flödar genom totalt 4 vattendrag innan det når havet efter 490 kilometer. Avrinningsområdet består mestadels av kalfjäll (85 procent). Avrinningsområdet har 0,67 kvadratkilometer vattenytor vilket ger det en sjöprocent på 9,6 procent.